# Venancio Teran
Venancio Teran, né le 26 septembre 1961 à Santander (Espagne), est un coureur cycliste né espagnol et naturalisé français.

## Biographie
Il vit actuellement en France.

## Palmarès
- 1982
  - La Tramontane
  - 3e de Tarbes-Sauveterre
- 1983
  - Champion des Pyrénées[réf. souhaitée]
  - 1re étape du Tour du Pilat
  - 2e des Boucles de l’Armagnac